# Kera Tamara de Bulgaria
La madre de Kera Tamara era una judía convertida a la Iglesia Ortodoxa Oriental, llamada también Teodora. La princesa Tamara era la hermana del emperador Iván Shishman de Bulgaria y de la princesa Keratsa María, que se casó con futuro emperador bizantino Andrónico IV Paleólogo.
Kera Tamara primero estuvo casada con el déspota Constantino.
El reinado de Iván Shishman está inextricablemente conectado con la caída de Bulgaria bajo la dominación otomana. Poco después que Iván Shishman llegara al trono, las fuerzas unidas de los nobles serbios liderados por el rey Vukasin Mrnjavčević fueron derrotados por los turcos en la batalla de Chernomen el 26 de septiembre de 1371. Los otomanos avanzaron sobre Bulgaria, e Iván Shishman se vio obligado a reconocer la dominación otomana y enviar su hermana Kera Tamara, como una esposa para el sultán Murad I en 1373.